# Uczelnie w Brazylii
Lista uczelni w Brazylii zawiera spis najważniejszych uczelni w Brazylii uszeregowanych według stanów.
W całym kraju jest ponad 2368 szkół (publicznych i prywatnych) uznanych przez Ministerstwo Edukacji Brazylii.
Poszczególne sekcje tego artykułu odzwierciedlają stany Brazylii i zostały uszeregowane alfabetycznie.

## Lista uczelni według stanów

### Acre
- Universidade Federal do Acre(inne języki) (UFAC)

### Alagoas
- Universidade Federal de Alagoas(inne języki) (UFAL)
- Universidade de Ciências da Saúde de Alagoas (UNCISAL)
- Universidade Estadual de Alagoas(inne języki) (UNEAL)

### Amapá
- Universidade Federal do Amapá(inne języki) (UNIFAP)

### Amazonas
- Universidade Federal do Amazonas(inne języki) (UFAM)
- Universidade do Estado do Amazonas(inne języki) (UEA)

### Bahia
- Instituto Federal da Bahia (IFBA)
- Universidade Federal da Bahia (UFBA)
- Universidade Federal do Recôncavo da Bahia (UFRB)
- Universidade Federal do Oeste da Bahia(inne języki) (UFESBA)
- Universidade Federal do Sul da Bahia(inne języki) (UFOBA)
- Universidade Católica do Salvador(inne języki) (UCSal)
- Universidade Estadual de Feira de Santana (UEFS)
- Universidade Estadual de Santa Cruz(inne języki) (UESC)
- Universidade Estadual do Sudoeste Baiano(inne języki) (UESB)
- Universidade Estadual da Bahia(inne języki) (UNEB)
- Universidade Salvador(inne języki) (UNIFACS)

### Ceará
- Universidade Federal do Ceará(inne języki) (UFCE)
- Universidade Estadual do Ceará(inne języki) (UECE)
- Universidade de Fortaleza(inne języki) (UniFor)
- Universidade do Vale do Acaraú(inne języki) (Uva)
- Universidade Regional do Cariri (URCA)

### Dystrykt Federalny
- Universidade de Brasília(inne języki) (UnB)
- Universidade Católica de Brasília(inne języki) (UCB)
- Centro Universitário de Brasília(inne języki) (UniCEUB)
- Instituto de Educação Superior de Brasília(inne języki) (IESB)
- Centro Universitário do Distrito Federal(inne języki) (UniDF)
- Centro Universitário Euroamericano(inne języki) (UNIEURO)
- Universidade Paulista(inne języki) (UniP)
- Instituto Científico de Ensino Superior e Pesquisa (UNICESP)

### Espírito Santo
- Universidade Federal do Espírito Santo(inne języki) (UFES)
- Instituto Federal do Espírito Santo(inne języki) (IFES)
- Universidade Vila Velha(inne języki) (UVV)

### Goiás
- Universidade Federal de Goiás(inne języki) (UFG)
- Pontifícia Universidade Católica de Goiás(inne języki) (PUC-GO)
- Universidade Estadual de Goiás (UEG)
- Universidade Paulista (UNIP)
- Universidade Salgado de Oliveira(inne języki) (UNIVERSO)
- Fundação de Ensino Superior de Rio Verde(inne języki)

### Maranhão
- Universidade Federal do Maranhão(inne języki) (UFMA)
- Universidade Estadual do Maranhão(inne języki) (UEMA)
- Centro Universitário do Maranhão(inne języki) (UNICEUMA)
- Unidade de Ensino Superior Dom Bosco(inne języki) (UNDB)

### Mato Grosso
- Universidade Federal de Mato Grosso(inne języki) (UFMT)
- Universidade do Estado de Mato Grosso(inne języki) (Unemat)

### Mato Grosso do Sul
- Universidade Federal de Mato Grosso do Sul(inne języki) (UFMS)
- Universidade Católica Dom Bosco(inne języki) (UCDB)
- Universidade para o Desenvolvimento do Estado e da Região do Pantanal (UNIDERP)

### Minas Gerais
- Uniwersytet Federalny w Minas Gerais (UFMG)
- Pontifícia Universidade Católica de Minas Gerais (PUC-Minas)
- Universidade de Itaúna(inne języki) (UIT)
- Universidade Federal de Itajubá(inne języki) (UNIFEI)
- Universidade Federal de Alfenas(inne języki) (UNIFAL)
- Universidade Federal de Juiz de Fora(inne języki) (UFJF)
- Universidade Federal de Uberlândia(inne języki) (UFU)
- Universidade Federal de Viçosa(inne języki) (UFV)
- Universidade Federal de Ouro Preto(inne języki) (UFOP)
- Universidade Federal de São João del-Rei(inne języki) (UFSJ)
- Universidade Estadual de Minas Gerais (UEMG)
- Universidade Estadual de Montes Claros(inne języki) (Unimontes)
- Universidade Federal de Lavras(inne języki) (UFLA)
- Universidade Federal dos Vales do Jequitinhonha e Mucuri(inne języki) (UFVJM)
- Centro Universitário de Caratinga(inne języki) (UNEC)
- Centro Federal de Educação Tecnológica de Minas Gerais (CEFET-MG)
- Instituto Federal do Sudeste de Minas Gerais – Campus Juiz de Fora (IFET-JF)

### Pará
- Centro Universitário do Pará (CESUPA)
- Faculdade da Amazônia(inne języki) (FAMA)
- Faculdade de Belém(inne języki) (FABEL)
- Universidade Luterana do Brasil(inne języki) (ULBRA)
- Universidade da Amazônia(inne języki) (UNAMA)
- Universidade do Estado do Pará(inne języki) (UEPA)
- Universidade Federal do Pará(inne języki) (UFPA)
- Universidade Federal Rural da Amazônia (UFRA)
- Universidade Paulista (UNIP-PA)
- Universidade Vale do Acarau (UVA)

### Paraíba
- Universidade Federal da Paraíba(inne języki) (UFPB)
- Universidade Federal de Campina Grande(inne języki) (UFCG)
- Universidade Estadual da Paraíba(inne języki) (UEPB)

### Parana
- Universidade Federal do Paraná(inne języki) (UFPR)
- Pontifícia Universidade Católica do Paraná(inne języki) (PUC-PR)
- Universidade Estadual de Londrina(inne języki) (UEL)
- Universidade Estadual de Maringá(inne języki) (UEM)
- Universidade Estadual de Ponta Grossa(inne języki) (UEPG)
- Universidade Estadual do Norte do Paraná(inne języki) (UENP)
- Universidade Norte do Paraná(inne języki) (UNOPAR)
- Universidade Tecnológica Federal do Paraná(inne języki) (UTFPR)
- Universidade Tuiuti do Paraná(inne języki) (UTP)
- Universidade Paranaense(inne języki) (UNIPAR)
- Universidade Positivo(inne języki) (UP)
- Universidade Estadual do Centro-Oeste do Paraná (UNICENTRO)
- Universidade Estadual do Oeste do Paraná(inne języki) (UNIOESTE)

### Pernambuco
- Universidade Federal de Pernambuco(inne języki) (UFPE)
- Universidade Católica de Pernambuco(inne języki) (UniCaP)
- Universidade Federal Rural de Pernambuco(inne języki) (UFRPE)
- Universidade de Pernambuco(inne języki) (UPE)
- Universidade Federal do Vale do São Francisco(inne języki) (UNIVASF)

### Piauí
- Universidade Federal do Piauí(inne języki) (UFPI)
- Universidade Estadual do Piauí(inne języki) (UESPI)

### Rio de Janeiro
- Instituto Militar de Engenharia(inne języki) (IME)
- Universidade Federal do Estado do Rio de Janeiro(inne języki) (UNIRIO)
- Pontifícia Universidade Católica do Rio de Janeiro(inne języki) (PUC-Rio)
- Universidade Católica de Petrópolis(inne języki) (UCP)
- Universidade do Grande Rio(inne języki) (UNIGRANRIO)
- Universidade do Estado do Rio de Janeiro(inne języki) (UERJ)
- Universidade Estácio de Sá (Estácio)
- Universidade Estadual da Zona Oeste(inne języki) (UEZO)
- Universidade Estadual do Norte Fluminense(inne języki) (UENF)
- Uniwersytet Federalny w Rio de Janeiro (UFRJ)
- Universidade Federal Fluminense(inne języki) (UFF)
- Universidade Federal Rural do Rio de Janeiro(inne języki) (UFRRJ)
- Universidade Cândido Mendes(inne języki) (UCAM)
- Universidade Gama Filho(inne języki) (UGF)
- Universidade Veiga de Almeida(inne języki) (UVA)
- Centro Federal de Educação Tecnológica Celso Suckow da Fonseca (CEFET/RJ)

### Rio Grande do Norte
- Universidade Federal do Rio Grande do Norte(inne języki) (UFRN)
- Universidade do Estado do Rio Grande do Norte(inne języki) (UERN)
- Universidade Potiguar(inne języki) (UnP)

### Rio Grande do Sul
- Universidade Federal do Rio Grande do Sul (UFRGS)
- Pontifícia Universidade Católica do Rio Grande do Sul(inne języki) (PUC-RS)
- Universidade Federal de Santa Maria(inne języki) (UFSM)
- Universidade Católica de Pelotas(inne języki) (UCPel)
- Universidade de Passo Fundo(inne języki) (UPF)
- Universidade de Santa Cruz do Sul(inne języki) (UNISC)
- Universidade do Vale do Rio dos Sinos(inne języki) (Unisinos)
- Universidade Federal de Pelotas(inne języki) (UFPel)
- Universidade Federal do Pampa(inne języki) (Unipampa)
- Universidade Luterana do Brasil(inne języki) (ULBRA)
- Fundação Universidade Federal do Rio Grande(inne języki) (FURG)
- Universidade Estadual do Rio Grande do Sul(inne języki) (UERGS)
- Universidade Federal de Ciências da Saúde de Porto Alegre(inne języki) (UFCSPA)
- Centro Universitário do Vale do Rio Taquari (UNIVATES)
- Universidade de Caxias do Sul(inne języki) (UCS)
- Universidade de Cruz Alta(inne języki) (UNICRUZ)
- Universidade Regional do Noroeste do Estado(inne języki) (UNIJUÍ)
- Universidade Regional Integrada do Alto Uruguai e das Missões(inne języki) (URI)
- Universidade Feevale(inne języki) (FEEVALE)
- Centro Universitário Franciscano(inne języki) (Unifra)
- Universidade da Região da Campanha(inne języki) (URCAMP)
- Centro Universitário La Salle(inne języki) (Unilasalle)
- Fundação Universitária de Cardiologia (FUC)

### Rondônia
- Universidade Federal de Rondônia(inne języki) (UNIR)
- Unidade de Ensino Superior de Cacoal (UNESC)

### Roraima
- Universidade Federal de Roraima(inne języki) (UFRR)

### Santa Catarina
- Universidade Federal de Santa Catarina(inne języki) (UFSC)
- Universidade Federal da Fronteira Sul(inne języki) (UFFS)
- Universidade do Estado de Santa Catarina(inne języki) (Udesc)
- Universidade do Vale do Itajaí(inne języki) (Univali)
- Universidade do Sul de Santa Catarina(inne języki) (Unisul)
- Universidade Regional de Blumenau(inne języki) (FURB)
- Universidade do Extremo Sul Catarinense(inne języki) (UNESC)
- Universidade do Oeste de Santa Catarina(inne języki) (UNOESC)
- Universidade da Região de Joinville(inne języki) (Univille)
- Universidade do Planalto Catarinense(inne języki) (Uniplac)

### São Paulo
- Escola Superior de Propaganda e Marketing(inne języki) (ESPM)
- Faculdade de Tecnologia Bandeirantes(inne języki) (BandTec)
- Fundação Armando Alvares Penteado(inne języki) (FAAP)
- Faculdade de Tecnologia do Estado de São Paulo(inne języki) (FATEC)
- Instituto Tecnológico de Aeronáutica(inne języki) (ITA)
- Centro Universitário da FEI(inne języki) (FEI)
- Instituto Federal de Educação, Ciência e Tecnologia de São Paulo(inne języki) (IFSP)
- Pontifícia Universidade Católica de Campinas(inne języki) (PUC-Campinas)
- Pontifícia Universidade Católica de São Paulo(inne języki) (PUC-SP)
- Centro Universitário do Instituto Mauá de Tecnologia(inne języki) (CeUn-IMT)
- Universidade Anhembi Morumbi(inne języki) (UAM) [Laureate International Universities]
- Universidade Católica de Santos(inne języki) (UNISANTOS)
- Universidade Metodista de Piracicaba(inne języki) (Unimep)
- Universidade Metodista de São Paulo(inne języki) (Umesp)
- Universidade Municipal de São Caetano do Sul(inne języki) (USCS)
- Universidade Paulista (Unip)
- Universidade Presbiteriana Mackenzie(inne języki) (Mackenzie)
- Centro Universitário FECAP(inne języki) (FECAP)
- Universidade de São Paulo (USP)
- Universidade Estadual de Campinas (Unicamp)
- Universidade Estadual Paulista (Unesp)
- Universidade Federal de São Carlos(inne języki) (UFSCar)
- Universidade Federal de São Paulo(inne języki) (Unifesp)
- Universidade Federal do ABC(inne języki) (UFABC)
- Universidade de Guarulhos (UNG)
- Universidade Santo Amaro (UNISA)
- Universidade São Marco(inne języki) (UNIMARCO)
- Universidade de Taubaté(inne języki) (Unitau)
- Centro Universitário das Faculdades Metropolitanas Unidas(inne języki) (FMU)
- Centro Universitario Nove de Julho(inne języki) (UNINOVE)
- Centro Universitario Belas Artes de São Paulo(inne języki) (FEBASP)
- Universidade Presbiteriana Mackenzie (Mackenzie)
- Universidade Paulista (UNIP)
- Universidade Anhanguera (Uniderp)

### Sergipe
- Universidade Federal de Sergipe(inne języki) (UFS)

### Tocantins
- Universidade Federal do Tocantins(inne języki) (UFT)